# Geoffroy Soreau
Pour les articles homonymes, voir Soreau.
Geoffroy Soreau, ou Floreau, mort le 30 août 1503, est un prélat français, évêque de Nîmes de 1450 à 1453, puis évêque de Châlons de 1453 à 1503.

## Famille
Considéré comme le frère ou le cousin d'Agnès Sorel, il est plus vraisemblablement son oncle paternel.

## Biographie
À la suite de la nomination de Guillaume d'Estouteville à la commende de Lodève en janvier 1450, et alors qu'il est abbé de Saint-Crépin de Soissons, il est élu évêque de Nîmes. Il prend possession du Nîmes le 22 avril par procureur. Son élection est contestée par le cardinal Alain de Coëtivy, qui fait valoir les promesses de nomination qu'Eugène IV lui a faites. Mais il est débouté par un arrêt du Parlement de Toulouse. Nommé ensuite au siège de Châlons-en-Champagne en 1453, il restera en poste cinquante ans. Il est considéré comme un « prélat réformateur ».